# Anomis trilineata
Anomis trilineata là một loài bướm đêm trong họ Erebidae.